# نقد السيخية
انتُقدت السيخية لأسباب مختلفة من قبل غير السيخ وبعض العلماء، ولكن وجد السيخ وغيرهم من العلماء أن هذه الانتقادات كانت معيبة ومبنية على سوء الفهم أو مشتركة بين جميع الأديان. انتقد المبشر من الحقبة الاستعمارية إرنست ترامب السيخية بسبب كتابها غير المترابط الذي لا يفهمه أتباعها. انتقد هيو مكليود الأدب التاريخي السيخي الشعبي مثل جانامساخيس باعتباره خيالًا تاريخيًا أسطوريًا يضلل المعجزات. انتُقدت الطقوس داخل المعابد السيخية الرئيس باعتبارها شكلًا من أشكال إدخال الطقوس على الوثنية (عبادة النص) حيث يجب الانحناء أمام الكتاب المقدس للسيخ، ووضعه في السرير كل ليلة، وإيقاظه كل صباح. تعرضت جماعة السيخ لانتقادات لكونها ديانة دمجت تاريخيًا ممارساتها الروحية مع أخوية متشددة. اجتذبت الهجمات الأخيرة التي قام بها بعض السيخ المتطرفين على التقاليد الرافيداسيا والنيرانكارية، تعليقات نقدية من الداخل والخارج. في عام 2009، انقسم تقليد رافيداسيا وانشق عن السيخية وأسسوا دينهم الخاص ديانة رافيداسيا بهم بعد انتقاد السيخ بسبب التعصب والتمييز الاجتماعي.

## النصوص الدينية
طلب وزير الدولة لشؤون الهند نيابة عن الحكومة البريطانية من إرنست ترامب -مبشر مسيحي من الحقبة الاستعمارية في السند- في عام 1869 ترجمة أدي جرانث وداسام جرانث؛ بدأ بحماس في دراستهما وترجمتهما. ومع ذلك، بعد جهده الأولي، صرح بأنهما لا يستحقان الترجمة بالكامل، لأن «الأفكار القليلة نفسها، في رأيه، تتكرر بلا نهاية». وجد أن جرانثات السيخ التي تتلو النص في أوائل سبعينيات القرن التاسع عشر كانت تفتقر إلى الفهم والشعور بالمعنى. وذكر أن «السيخ فقدوا كل ما تعلموه» وأن الجرانثين كانا مضللين. حتى بالنسبة للسيخ، تعَد لغة غورو جرانث صاحب أثرية ومن الصعب فهمها دون مترجم. وفقًا لتوني بالانتاين، فإن تبلد إرنست ترامب المتمثل في تعامله مع كتاب السيخ المقدس كأي كتاب عادي ينفث دخان سيجاره على صفحاته في أثناء دراسته للنص، لم يمكّنه من حب جرانثي السيخ الذين كانوا يعبدوه باعتباره تجسيدًا للغورو.
وصف ترامب الكتب المقدسة للسيخ -بعد ثماني سنوات من الدراسة والبحث فيها- بأنها «غير متماسكة وضحلة إلى أقصى الحدود، ومُصاغة في نفس الوقت بلغة غامضة محيرة، من أجل تغطية هذه العيوب. يعَد هذا المهمة تقريبًا المهمة الأكثر إيلامًا وإذهالًا بالنسبة للغربيين الأصليين، حتى عند قراءة مقطع واحد». انتقد ترامب أدي جرانث لافتقاره للوحدة المنهجية، وفقًا لآرفيند بال سينغ ماندير، عالم في السيخية.
قال ترامب إن السيخية كانت «حركة إصلاح في أصلها»، لكنها «فشلت تمامًا في تحقيق أي شيء ذي أهمية دينية حقيقية». وخلص إلى أن معظم السيخ لا يفهمون ما تعنيه آيات كتابهم المقدس وأي تكهنات ميتافيزيقية فيها. وذكر ترامب أن النخبة السيخية الذين قابلهم في سنوات دراسته، لم يكن لديهم سوى «فهم جزئي» للكتاب المقدس الخاص بهم. لا يلاحظ معظم السيخ راهيت ناما شريعة السلوك السيخية، ولم تكن المفاهيم الشائعة لدى السيخ تُسترشد بالتعاليم في أدي جرانث. كان الأمر أقرب إلى الأخوية العسكرية بروح عسكرية. مستوحاة من «الكراهية المتعصبة العميقة» للمسلمين بالنظر إلى شعور السيخ بتاريخهم وهويتهم.
وفقًا لمؤرخ السيخ تريلوشان سينغ، كانت دراسة ترامب وملاحظاته في الحقبة الاستعمارية «هجمات بذيئة للغاية» على السيخية لم تقدر تاريخ السيخ وثقافتهم ودينهم وعكست غطرسة الطريقة التحليلية العلمية. عكست انتقاداته تحيز أجندته التبشيرية، التي افترضت أن الكتابات المسيحية القديمة كانت مترابطة، وبها الإجابات الصحيحة، وأن جميع الأديان الأخرى يجب أن تُحتقر. ووفقًا لما قاله عالِم الهنود مارك يورجنزماير، فبغض النظر عن ملاحظات إيرنست ترامب السيئة، فقد كان لغويًا ألمانيًا، وتظل السنوات التي قضاها في الدراسة والترجمات بالإضافة إلى الملاحظات الميدانية والمناقشات مع السيخ في المعبد الذهبي أعمالًا مرجعية قيّمة للباحثين المعاصرين.

## اللاهوت
انتقد دبليو اتش ماكلويد -الذي أطلق عليه توني بالانتين مؤرخ العصر الحديث للسيخية الأكثر تأثيرًا- نصوص السيخ مثل كتاب جانامساخيس المبجل الخاص بمعلمي السيخ. هذه النصوص عزيزة وشعبية بين السيخ لكنها غير واقعية. هذه اختراعات من الأساطير والمعجزات غير المتسقة للغاية. فهم يشوهون الواقع بمزاعم مثل «استعاد ناناك كصبي حقل القمح بأعجوبة بعد أن دمر الجاموس المحصول». ورفض ماكلويد الغالبية العظمى من هذه الجانامساخيسات الشعبية باعتبارها أساطير الإيمان، وأقل اهتمامًا بالحقائق والإلهام اللاهوتي، وأكثر اهتمامًا بخلق القنوت الشعبي بسبب شخص ما قادر على صنع المعجزات. وفقًا لماكليود، يمكن تخفيض المجموعات الواسعة من جانامساخيسات السيخية، بعد دراسة نقدية، إلى ثلاث فقرات قصيرة من المعلومات حول الجورو ناناك الحقيقية، على سبيل المثال. كان للنقد النصي لماكلويد، وفحصه التجريبي للأدلة الجينية والجغرافية، وفحص الاتساق بين نصوص السيخ وإصداراتها، والتحليل اللغوي لأدب السيخ التاريخي، والبحث عن الأدلة المؤيدة في المصادر الخارجية وغيرها من الدراسات النقدية تأثير شائع بين الأكاديميين الغرب والعلماء الهنود الذين يعملون خارج الهند، ولكنها مثيرة للجدل للغاية داخل مجتمع السيخ.